# 1998 RK72
1998 RK72 är en asteroid i huvudbältet som upptäcktes den 14 september 1998 av LINEAR i Socorro County, New Mexico.
Asteroiden har en diameter på ungefär 18 kilometer och den tillhör asteroidgruppen Themis.